# Condado de Dalasýsla

Dalasýsla está localizado en el noroeste de Islandia

El condado de Dalasýsla es uno de los 23 condados de Islandia. Se encuentra localizado al noroeste de la República de Islandia.

## Geografía
El condado de Dalasýsla abarca una superficie de 2.078 km² de territorio. Posee un clima frío, como en el resto del país. La zona horaria empleada dentro de este condado es la misma que se usa en el resto Islandia, la Atlantic/Reykjavik.

## Localidades en Dalasýsla
| Ciudad            | Elevación | Población   |
| ----------------- | --------- | ----------- |
| Búðardalur        | 114 pies  | 10 personas |
| Dagverðarnes      | 9 pies    | 5 personas  |
| Hjarðarholt       | 144 pies  | 19 personas |
| Vammur            | 193 pies  | 16 personas |
| Sauðafell         | 360 pies  | 19 personas |
| Saurbær           | 0 pies    | 24 personas |
| Skarð             | 308 pies  | 14 personas |
| Snóksdolur        | 413 pies  | 19 personas |
| Staðarfell        | 0 pies    | 5 personas  |
| Stadharholskirkja | 22 pies   | 14 personas |
| Stóra-Vatnshorn   | 652 pies  | 19 personas |

## Demografía
Su población es de 140 habitantes. Estos están distribuidos en un territorio de 2.078 km². Por ende, la densidad poblacional es de 0,06 residentes por cada kilómetro cuadrado.